# Прогресивна народна партія
Прогресивна народна партія (нім. Fortschrittliche Volkspartei, скор. FVP) — ліволіберальна партія Німеччини, яка була створена 6 березня 1910 року в результаті злиття Вільнодумної народної партії, Вільнодумного об'єднання та Німецької народної партії. 
ПНП складалася з місцевих відділень (ortsverein), по одному на виборчий округ. Вищий орган — з'їзд (parteitag), між з'їздами — Центральний комітет (Zentralausschuss), виконавчий орган — керівний комітет (Geschäftsführende ausschuss).
У 1912 році партія уклала з соціал-демократами угоду. У тому ж році на виборах у рейхстаг партія завоювала 42 мандати (12,3 % голосів).
Тоді ж в Ельзас-Лотарингії була заснована Ельзаська прогресивна партія як місцева організація ПНП.
У 1918 році під час Листопадової революції партія припинила своє існування, об'єднавшись з лівим крилом Націонал-ліберальної партії в Німецьку демократичну партію.

## Відомі члени партії
- Людвіг Квидде
- Георг Кершенштейнер
- Франц фон Лист
- Рейнгольд Майєр
- Фрідріх Науман
- Фрідріх фон Пайер
- Отто Фишбек
- Теодор Хойс
- Пауль Штеттинер
- Рудольф Езер